# Kimmeridgiano
| Periodo                                                                                      | Epoca                | Piano          | Età (Ma)    |
| -------------------------------------------------------------------------------------------- | -------------------- | -------------- | ----------- |
| Cretacico                                                                                    | Cretacico inferiore  | Berriasiano    | Più recente |
| Giurassico                                                                                   | Giurassico superiore | Titoniano      | 149,2 ± 0,7 |
| Giurassico                                                                                   | Giurassico superiore | Kimmeridgiano  | 154,8 ± 0,8 |
| Giurassico                                                                                   | Giurassico superiore | Oxfordiano     | 161,5 ± 1,0 |
| Giurassico                                                                                   | Giurassico medio     | Calloviano     | 165,3 ± 1,1 |
| Giurassico                                                                                   | Giurassico medio     | Bathoniano     | 168,2 ± 1,2 |
| Giurassico                                                                                   | Giurassico medio     | Bajociano      | 170,9 ± 0,8 |
| Giurassico                                                                                   | Giurassico medio     | Aaleniano      | 174,7 ± 0,8 |
| Giurassico                                                                                   | Giurassico inferiore | Toarciano      | 184,2 ± 0,3 |
| Giurassico                                                                                   | Giurassico inferiore | Pliensbachiano | 192,9 ± 0,3 |
| Giurassico                                                                                   | Giurassico inferiore | Sinemuriano    | 199,5 ± 0,3 |
| Giurassico                                                                                   | Giurassico inferiore | Hettangiano    | 201,4 ± 0,3 |
| Triassico                                                                                    | Triassico superiore  | Retico         | Più antico  |
| Suddivisione del Giurassico secondo la Commissione internazionale di stratigrafia dell'IUGS. |                      |                |             |

Nella scala dei tempi geologici, il Kimmeridgiano rappresenta il secondo dei tre stadi stratigrafici o età in cui è suddiviso il Giurassico superiore, l'ultima epoca del periodo giurassico.
È compreso tra ~ 155,6 e  150,8 ± 4,0 milioni di anni fa (Ma), preceduto dall'Oxfordiano e seguito dal Titoniano, l'ultima età del Giurassico.

## Definizioni stratigrafiche e GSSP
Lo stadio Kimmeridgiano deriva il suo nome dal villaggio di Kimmeridge, situato nella contea di Dorset in Inghilterra.
Il nome fu introdotto nella letteratura scientifica dal geologo svizzero Jules Thurmann nel 1832.
La base del Kimmeridgiano è definita dalla prima comparsa negli orizzonti stratigrafici della specie ammonitica Pictonia baylei.
Il limite superiore, nonché base del successivo Titoniano, è fissato dalla prima comparsa della specie ammonitica Hybonoticeras hybonotum e scomparsa della specie Hybonoticeras beckeri e coincide con la cronozona magnetica M22An.

Gli stratigrafi britannici usavano definire il limite superiore del Kimmeridgiano alla base del Portlandiano, ma la Commissione Internazionale di Stratigrafia nel 2004 ha posizionato il Titoniano come ultimo stadio del Giurassico.

### GSSP
Il GSSP, il profilo stratigrafico di riferimento della Commissione Internazionale di Stratigrafia, non è ancora stato fissato (2010).

### Biozone
Nel dominio Tetide, il Kimmeridgiano contiene sette biozone ammonitiche:
- zona della Hybonoticeras beckeri
- zona della Aulacostephanus eudoxus
- zona della Aspidoceras acanthicum
- zona della Crussoliceras divisum
- zona della Ataxioceras hypselocyclum
- zona della Sutneria platynota
- zona della Idoceras planula

## Paleontologia

### †Anchilosauri
| Ankylosauria del Kimmeridgiano      | Ankylosauria del Kimmeridgiano | Ankylosauria del Kimmeridgiano    | Ankylosauria del Kimmeridgiano | Ankylosauria del Kimmeridgiano |
| Taxa                                | Presenza                       | Localizzazione                    | Descrizione | Immagine                       |
| ----------------------------------- | ------------------------------ | --------------------------------- | --- | ------------------------------ |
| - Gargoyleosaurus                   |                                | Morrison Formation, Wyoming, USA  | Il più piccolo e antico anchilosauro conosciuto. Il cranio era lungo solo 29 centimetri, mentre la lunghezza totale del corpo era compresa fra tre e quattro metri. |                                |
| - Mymoorapelta - Mymoorapelta maysi |                                | Morrison Formation, Colorado, USA | Anchilosauro primitivo poco conosciuto. |                                |

### Uccelli
| Aves del Kimmeridgiano                        | Aves del Kimmeridgiano | Aves del Kimmeridgiano | Aves del Kimmeridgiano | Aves del Kimmeridgiano |
| Taxa                                          | Presenza               | Localizzazione         | Descrizione            | Immagine               |
| --------------------------------------------- | ---------------------- | ---------------------- | ---------------------- | ---------------------- |
| - Archaeopteryx - Archaeopteryx lithographica |                        |                        |                        |                        |

### †Ornitopodi
| Ornithopoda del Kimmeridgiano | Ornithopoda del Kimmeridgiano      | Ornithopoda del Kimmeridgiano       | Ornithopoda del Kimmeridgiano | Ornithopoda del Kimmeridgiano |
| Taxa                          | Presenza                           | Localizzazione                      | Descrizione | Immagine                      |
| ----------------------------- | ---------------------------------- | ----------------------------------- | --- | ----------------------------- |
| - Camptosaurus                | Dal Kimmeridgiano al ?Berriasiano. | Wyoming, USA; Inghilterra; Francia. | Il Camptosaurus poteva superare gli otto metri di lunghezza, con un'altezza alle anche di due metri. Era di corporatura robusta e normalmente quadrupede, anche se in grado di muoversi anche su due zampe. Il genere è probabilmente strettamente collegato agli antenati dei dinosauri iguanodontidi e adrosauridi. Era dotato di un becco a pappagallo che utilizzava per nutrirsi di piante cycadaceae. |                               |
| - Drinker                     |                                    |                                     | |                               |
| - Dryosaurus                  |                                    |                                     | |                               |
| - Othnielia                   |                                    |                                     | |                               |
| - Othnielosaurus              |                                    |                                     | |                               |
| - Phyllodon                   |                                    |                                     | |                               |

### †Plesiosauri
| Plesiosauria del Kimmeridgiano | Plesiosauria del Kimmeridgiano | Plesiosauria del Kimmeridgiano | Plesiosauria del Kimmeridgiano | Plesiosauria del Kimmeridgiano |
| Taxa                           | Presenza                       | Localizzazione                 | Descrizione                    | Immagine                       |
| ------------------------------ | ------------------------------ | ------------------------------ | ------------------------------ | ------------------------------ |
| - Liopleurodon                 |                                |                                |                                |                                |
| - Pliosaurus                   |                                |                                |                                |                                |

### †Sauropodi
| †Sauropoda del Kimmeridgiano               | †Sauropoda del Kimmeridgiano | †Sauropoda del Kimmeridgiano | †Sauropoda del Kimmeridgiano | †Sauropoda del Kimmeridgiano |
| Taxa                                       | Presenza                     | Localizzazione               | Descrizione                  | Immagine                     |
| ------------------------------------------ | ---------------------------- | ---------------------------- | ---------------------------- | ---------------------------- |
| - Amphicoelias - Amphicoelias fragillimus? |                              |                              |                              |                              |
| - Apatosaurus                              |                              |                              |                              |                              |
| - Brachiosaurus                            |                              |                              |                              |                              |
| - Camarasaurus                             |                              |                              |                              |                              |
| - Dicraeosaurus                            |                              |                              |                              |                              |
| - Diplodocus                               |                              |                              |                              |                              |
| - Dystrophaeus                             |                              |                              |                              |                              |
| - Eobrontosaurus                           |                              |                              |                              |                              |
| - Europasaurus - Europasaurus holgeri      |                              |                              |                              |                              |

### †Stegosauri
| Stegosauria del Kimmeridgiano | Stegosauria del Kimmeridgiano          | Stegosauria del Kimmeridgiano                     | Stegosauria del Kimmeridgiano | Stegosauria del Kimmeridgiano |
| Taxa                          | Presenza                               | Localizzazione                                    | Descrizione | Immagine                      |
| ----------------------------- | -------------------------------------- | ------------------------------------------------- | --- | ----------------------------- |
| - Dacentrurus                 |                                        | Inghilterra, Francia, Spagna, Portogallo.         | Stegosauride di grandi dimensioni. |                               |
| - Gigantspinosaurus           |                                        | Upper Shaximiao Formation, Sichuan, Cina.         | Aveva piccole placche dorsali e grandi aculei sulle scapole lunghi il doppio delle placche scapolari. Si stima che la lunghezza fosse attorno ai quattro metri. |                               |
| - Hesperosaurus               |                                        | Morrison Formation, Wyoming, USA.                 | Aveva placche alternate sul dorso e quattro aculei sulla coda. Sembra più simile al Dacentrurus che allo Stegosaurus. |                               |
| - Kentrosaurus                |                                        | Tanzania                                          | Lungo quattro metri e con aculei sui fianchi. La lunghezza del femore confrontata al resto delle gambe, indica che si trattava di un animale lento e poco attivo. |                               |
| - Monkonosaurus               |                                        | Loe-ein Formation, Tibet, Cina.                   | I pochi frammenti noti di un solo scheletro, rendono dubbia l'attribuzione di questo genere. |                               |
| - Stegosaurus                 | Kimmeridgiano e inizio del Tithoniano. | Morrison Formation, Colorado, Utah, Wyoming, USA. | Con una lunghezza di circa nove metri e un'altezza di quattro, lo Stegosaurus è uno dei dinosauri quadrupedi più facilmente identificabili a causa della duplice fila di placche verticali disposte sul suo dorso e le due paia di aculei che sporgevano orizzontalmente alla fine della coda. |                               |

### †Talattosuchi
| Thalattosuchia del Kimmeridgiano                                                | Thalattosuchia del Kimmeridgiano | Thalattosuchia del Kimmeridgiano | Thalattosuchia del Kimmeridgiano | Thalattosuchia del Kimmeridgiano |
| Taxa                                                                            | Presenza                         | Localizzazione                   | Descrizione | Immagine                         |
| ------------------------------------------------------------------------------- | -------------------------------- | -------------------------------- | --- | -------------------------------- |
| - Dakosaurus D. maximus                                                         |                                  | Germania                         | Specie tipo di questo genere, diffusa nel tardo Giurassico superiore in Europa occidentale (Inghilterra, Francia, Germania e Svizzera).           |                                  |
| - Geosaurus G. suevicus                                                         |                                  | Germania                         | Piccolo metriorinchide che non superava i tre metri.                                                                                              |                                  |
| - Machimosaurus                                                                 |                                  |                                  | |                                  |
| - Metriorhynchus 1. M. acutus 2. M. geoffroyii 3. M. hastifer 4. M. palpebrosus |                                  | Inghilterra e Francia            | Carnivoro opportunista che si nutriva di pesci, belemniti, altri animali marini e forse anche di carogne. Raggiungeva una lunghezza di tre metri. |                                  |
| - Steneosaurus                                                                  |                                  |                                  | |                                  |

### † Theropoda
| † Theropoda del Kimmeridgiano              | † Theropoda del Kimmeridgiano | † Theropoda del Kimmeridgiano | † Theropoda del Kimmeridgiano                       | † Theropoda del Kimmeridgiano |
| Taxa                                       | Presenza                      | Localizzazione                | Descrizione                                         | Immagine                      |
| ------------------------------------------ | ----------------------------- | ----------------------------- | --------------------------------------------------- | ----------------------------- |
| - Aviatyrannis - Aviatyrannis jurassica    |                               |                               |                                                     |                               |
| - Ceratosaurus                             |                               |                               |                                                     |                               |
| - Coelurus - Coelurus fragilis             |                               | Morrison Formation, Wyoming.  | Piccolo teropode lungo due metri.                   |                               |
| - Elaphrosaurus - Elaphrosaurus bambergi   |                               | Tendaguru, Tanzania.          | Probabilmente un ceratosauro lungo circa sei metri. |                               |
| - Stokesosaurus - Stokesosaurus clevelandi |                               |                               |                                                     |                               |
| - Torvosaurus - Torvosaurus tanneri        |                               |                               |                                                     |                               |
| - Allosaurus                               |                               |                               |                                                     |                               |

### Nautiloidi
| Nautiloida del Kimmeridgiano | Nautiloida del Kimmeridgiano | Nautiloida del Kimmeridgiano | Nautiloida del Kimmeridgiano | Nautiloida del Kimmeridgiano |
| Taxa                         | Presenza                     | Localizzazione               | Descrizione                  | Immagine                     |
| ---------------------------- | ---------------------------- | ---------------------------- | ---------------------------- | ---------------------------- |
| - Somalinautilus             |                              |                              |                              |                              |

### †Ammoniti
| Ammoniti del Kimmeridgiano | Ammoniti del Kimmeridgiano | Ammoniti del Kimmeridgiano | Ammoniti del Kimmeridgiano | Ammoniti del Kimmeridgiano |
| Taxa                       | Presenza                   | Localizzazione             | Descrizione                | Immagine                   |
| -------------------------- | -------------------------- | -------------------------- | -------------------------- | -------------------------- |
| - Lithacosphinctes         |                            |                            |                            |                            |

### †Belemniti
| Belemniti del Kimmeridgiano | Belemniti del Kimmeridgiano | Belemniti del Kimmeridgiano | Belemniti del Kimmeridgiano | Belemniti del Kimmeridgiano |
| Taxa                        | Presenza                    | Localizzazione              | Descrizione                 | Immagine                    |
| --------------------------- | --------------------------- | --------------------------- | --------------------------- | --------------------------- |
| - Produvalia                |                             |                             |                             |                             |